# Radio Karibeña
Radio Karibeña (más conocida como La Karibeña) es una estación radial peruana. Su programación consiste en géneros tropicales como cumbia y salsa.
Su estación principal es OCZ-4T FM, la cual transmite en la frecuencia 94.9 MHz de la banda FM de Lima. La emisora posee varias estaciones repetidoras a nivel nacional, además transmite vía Internet en el resto del país y en todo el mundo. Su propietario es Corporación Universal.

## Historia
Radio Karibeña salió al aire por primera vez el 17 de diciembre de 1998 en la ciudad de Chiclayo y Arequipa, como una emisora de cumbia, boleros, salsa, merengue y vallenato, en los 97.3 MHz FM en reemplazo de su radio hermana Radio Universal. 
Desde 1999 entabló alianzas con emisoras regionales para convertirse en franquicias afiliadas a la estación. Después, Capuñay empezó a adquirir radios en diferentes ciudades y expandir la cobertura de su red,  Debido al ascenso de la cumbia como género musical de moda. Con una diferencia que los identificaba la cual era emitir una programación distinta en cada provincia un ejemplo es decir en Chiclayo pasaba una canción y un programa con un locutor Chiclayano y en piura otra canción con un programa distinto al de chiclayo con un locutor piurano, esto diferencia a las otras emisoras con La Karibeña dicha fórmula se mantiene hasta la actualidad, siendo la única diferencia que ahora la emisora principal es en Lima. 
Durante la década de 2000, la emisora comenzó sus emisiones en la ciudad de Lima en la frecuencia 98.7 MHz de la banda FM, aunque solamente con cobertura para Lima Este (en los distritos de Ate, Santa Anita, San Juan de Lurigancho) debido a la popularidad del rock en español y el pop rock en dicha época la radio empezó a emitir rock en español incluso invitando a sus conciertos de cumbia a grupos peruanos de rock como Libido, Los Nosequien y los Nosecuantos entre otros. Así Radio La Karibeña aumentó su popularidad a nivel nacional.
El 28 de febrero de 2009, la emisora adquirió la estación Radiomix, la cual transmitía por la frecuencia 94.9 MHz, y esta pasa a transmitir una programación a parte de sus emisoras en provincia de La Karibeña exclusivamente para toda Lima. Sin embargo no fue hasta mayo del mismo año en que comenzó oficialmente sus emisiones para esa ciudad en un evento organizado por la emisora llamado «Gran lanzamiento de Radio La Karibeña en Lima», el cual tuvo lugar en el Club de Tiro del Rímac. En el evento, participaron más de 10 grupos musicales en el escenario como Dilbert Aguilar y la Tribu, Hermanos Yaipen, Grupo 5, Armonía 10, Agua Marina, Tony Rosado e Internacional Pacífico, Corazón Serrano, Marisol y la Magia del Norte, entre otras.
Según CPI, en 2020, cuenta con 3.75 millones de escuchas a la semana.
En 2024 la frecuencia 98.7 FM en Lima Este. Frecuencia repetidora de La Karibeña 94.9. Fue reemplazada por la  emisora Radio Exitosa y en Ventanilla en la frecuencia 91.5 FM. Frecuencia repetidora de La Karibeña 94.9. Fue reemplazada por Z Rock & Pop.

## Frecuencias

### Actuales
| Ciudad           | Indicativo                                         | Frecuencia | PRA   | Tiempo        |
| ---------------- | -------------------------------------------------- | ---------- | ----- | ------------- |
| Abancay          | OCR-5T FM                                          | 107.9 MHz  | 250 W | 2002-presente |
| Andahuaylas      | OBT-5P FM                                          | 90.5 MHz   | 1 kW  | 2004-presente |
| Arequipa         | OBW-6O FM                                          | 101.7 MHz  | 1 kW  | 1998-presente |
| Asia             | OCO-4M FM                                          | 100.7 MHz  | 100 W | 2020-presente |
| Ayacucho         | OCR-5K FM                                          | 105.5 MHz  | 500 W | 2001-presente |
| Barranca         | OCR-4J FM                                          | 95.3 MHz   | 1 kW  | 2009-presente |
| Cajamarca        | OAK-2M FM                                          | 103.3 MHz  | 1 kW  | 2009-presente |
| Camaná           | OCO-6Q FM                                          | 97.3 MHz   | 700 W | 2007-presente |
| Cangallo         | OCN-5H FM                                          | 96.5 MHz   | 500 W | 2011-presente |
| Casma            | OCQ-3N FM                                          | 105.5 MHz  | 500 W | 2011-presente |
| Caylloma         | OBT-6M FM                                          | 92.1 MHz   | 500 W | 2010-presente |
| Cañete           | OAR-4Y FM                                          | 97.7 MHz   | 1 kW  | 2009-presente |
| Cerro de Pasco   | OBO-4O FM                                          | 107.3 MHz  | 1 kW  | 2004-presente |
| Chachapoyas      | OCW-9P FM                                          | 95.5 MHz   | 1 kW  | 2023-presente |
| Chala            | OBN-6L FM                                          | 99.3 MHz   | 500 W | 2016-presente |
| Chanchamayo      | OBK-4U FM                                          | 88.9 MHz   | 1 kW  | 2007-presente |
| Chaclacayo       | OCZ-4T FM                                          | 94.9 MHz   | 1 kW  | 2009-presente |
| Chepen           | OAT-2Y FM                                          | 105.3 MHz  | 1 kW  | 2013-presente |
| Chiclayo         | OCZ-1P FM                                          | 97.3 MHz   | 1 kW  | 1998-presente |
| Chimbote         | OCZ-3V FM                                          | 98.9 MHz   | 1 kW  | 2023-presente |
| Chincha          | OCR-5L FM                                          | 99.3 MHz   | 1 kW  | 2003-presente |
| Chulucanas       | OAT-1A FM                                          | 96.9 MHz   | 1 kW  | 2009-presente |
| Chepen           | OAT-2Y FM                                          | 105.3 MHz  | 1 kW  | 2010-presente |
| Comas            | OCZ-4T FM (Repetidora con antena de Isofrecuencia) | 94.9 FM    | 20 W  | 2009-presente |
| Cuajone          | OCW-6Z FM                                          | 107.1 MHz  | 1 W   | 2025-presente |
| Cusco            | OCW-7W FM                                          | 105.7 MHz  | 1 kW  | 1999-presente |
| Ferreñafe        | OCZ-1P FM                                          | 97.3 MHz   | 1 kW  | 1998-presente |
| Huacho           | OCQ-4Y FM                                          | 93.9 MHz   | 500 W | 2011-presente |
| Huancabamba      | OBT-7H FM                                          | 92.5 MHz   | 500 W | 2017-presente |
| Huancavelica     | OAT-5J FM                                          | 94.3 MHz   | 1 kW  | 2009-presente |
| Huancayo         | OBW-4L FM                                          | 95.1 MHz   | 1 kW  | 2025-presente |
| Huánuco          | OAR-3N FM                                          | 105.1 MHz  | 1 kW  | 2002-presente |
| Huaral           | OAR-4B FM                                          | 91.3 MHz   | 250 W | 2009-presente |
| Huaraz           | OCT-3F FM                                          | 107.3 MHz  | 250 W | 2009-presente |
| Huarmey          | OCN-3K FM                                          | 88.9 MHz   | 250 W | 2009-presente |
| Ica              | OCZ-5X FM                                          | 94.7 MHz   | 1 kW  | 2014-presente |
| Ilo              | OCT-6H FM                                          | 99.9 MHz   | 1 kW  | 2010-presente |
| Iquitos          | OCW-8J FM                                          | 95.7 MHz   | 1 kW  | 2001-presente |
| Jaén             | OAR-2D FM                                          | 106.9 MHz  | 1 kW  | 2002-presente |
| Jauja            | OCJ-4E FM                                          | 107.5 MHz  | 1 kW  | 2011-presente |
| Juanjui          | OAR-9G FM                                          | 100.7 MHz  | 1 kW  | 2012-presente |
| Juliaca          | OCW-7X FM                                          | 94.9 MHz   | 1 kW  | 2009-presente |
| Junín            | OCW-7X FM                                          | 88.9 MHz   | 1 kW  | 2012-presente |
| Lambayeque       | OCZ-1P FM                                          | 97.3 MHz   | 1 kW  | 1998-presente |
| La Joya          | OAQ-6R FM                                          | 99.5 MHz   | 1 kW  | 2012-presente |
| La Unión         | OAQ-6R FM                                          | 98.9 MHz   | 1 kW  | 2012-presente |
| Lima             | OCZ-4T FM                                          | 94.9 MHz   | 20 kW | 2009-presente |
| Lima Este        | OCW-4U FM                                          | 98.7 MHz   | 250 W | 2025-presente |
| Los Órganos      | OCO-4M FM                                          | 99.7 MHz   | 250 W | 2012-presente |
| Mala             | OCO-4L FM                                          | 91.5 MHz   | 500 W | 2010-presente |
| Marcona          | OCK-5C FM                                          | 90.9 MHz   | 500 W | 2012-presente |
| Mollendo         | OAK-6Q FM                                          | 97.9 MHz   | 500 W | 2012-presente |
| Moquegua         | OCW-6Z FM                                          | 102.3 MHz  | 1 kW  | 2025-presente |
| Moyobamba        | OAT-9Y FM                                          | 88.3 MHz   | 1 kW  | 2009-presente |
| Nasca            | OAQ-5Q FM                                          | 104.9 MHz  | 1 kW  | 2011-presente |
| Oxapampa         | OCQ-5H FM                                          | 93.5 MHz   | 1 kW  | 2023-presente |
| Pacasmayo        | OAK-2B FM                                          | 100.7 MHz  | 300 W | 2011-presente |
| Paita            | OCK-1V FM                                          | 94.9 MHz   | 1 kW  | 2010-presente |
| Palpa            | OAN-5B FM                                          | 97.5 MHz   | 2 kW  | 2011-presente |
| Pedregal         | OBK-5Z FM                                          | 94.5 MHz   | 1 kW  | 2012-presente |
| Piura            | OCZ-1Z FM                                          | 97.1 MHz   | 2 kW  | 2000-presente |
| Pisco            | OBT-5Q FM                                          | 94.9 MHz   | 1 kW  | 2009-presente |
| Pucallpa         | OBW-8H FM                                          | 107.1 MHz  | 500 W | 2021-presente |
| Puerto Maldonado | OAT-7X FM                                          | 102.7 MHz  | 1 kW  | 2011-presente |
| Puno             | OCW-6L FM                                          | 91.3 MHz   | 250 W | 2023-presente |
| Quillabamba      | OCW-7O FM                                          | 104.7 MHz  | 1 kW  | 2008-presente |
| Saposoa          | OAR-9L FM                                          | 102.5 MHz  | 1 kW  | 2010-presente |
| Sicuani          | OAC-7J FM                                          | 106.3 MHz  | 1 kW  | 2011-presente |
| Sullana          | OAT-1H FM                                          | 96.3 MHz   | 1 kW  | 2011-presente |
| Tacna            | OBW-6B FM                                          | 95.5 MHz   | 250 W | 2002-presente |
| Talara           | OCT-1J FM                                          | 92.7 MHz   | 1 kW  | 2009-presente |
| Tarapoto         | OCW-9U FM                                          | 95.1 MHz   | 1 kW  | 2013-presente |
| Tingo María      | OAT-3R FM                                          | 94.9 MHz   | 1 kW  | 2009-presente |
| Trujillo         | OCW-2M FM                                          | 92.7 MHz   | 1 kW  | 1999-presente |
| Tumbes           | OCW-1A FM                                          | 97.3 MHz   | 1 kW  | 2005-presente |
| Ucayali          | OBT-8T FM                                          | 95.5 MHz   | 1 kW  | 2011-presente |
| Urcos            | OBQ-7Z FM                                          | 96.5 MHz   | 1 kW  | 2013-presente |
| Urubamba         | OAC-7J FM                                          | 92.5 MHz   | 1 kW  | 2023-presente |
| Yurimaguas       | OBW-8X FM                                          | 89.3 MHz   | 1 kW  | 2009-presente |

### Anteriores
| Ciudad      | Indicador | Frecuencia | PRA   | Tiempo               |
| ----------- | --------- | ---------- | ----- | -------------------- |
| Asia        | OCO-4M FM | 91.5 MHz   | 100 W | 2009-2020            |
| Chachapoyas | OBW-9R FM | 98.3 MHz   | 1 kW  | 2006-2023            |
| Huacho      | OBQ-4Q FM | 90.9 MHz   | 500 W | 2009-2011            |
| Huancayo    | OBR-4Q FM | 92.3 MHz   | 1 kW  | 2009-2025            |
| Ica         | OBR-5S FM | 107.1 MHz  | 1 kW  | 2001-2003, 2005-2014 |
| Juliaca     | OBW-7J FM | 92.5 MHz   | 500 W | 2001-2009            |
| Moquegua    | OAT-7M FM | 99.3 MHz   | 1 kW  | 2009-2025            |
| Pucallpa    | OCW-8K FM | 94.5 MHz   | 500 W | 2009-2021            |
| Puno        | OAT-7M FM | 107.1 MHz  | 1 kW  | 2017-2023            |
| Ventanilla  | OAT-4F FM | 91.5 MHz   | 1 kW  | 2017-2024            |

## Eslóganes
| Tiempo                   | Eslóganes |
| ------------------------ | --- |
| 1998-2009; 2010-presente | Si suena - 1998-2017 Desde el centro del Karibe... La Karibeña ¡Si suena! - 2002-2007 La Karibeña Suena fuerte - 2005-presente La Karibeña Si suena y suena bien - 2009-presente La Karibeña Si Suena en todo el Perú - 2011-2020 La número 1 en cumbia |
| 2009                     | La marca de la cumbia - 2009 Si suena - 2011 Ahora sonamos en todo el Perú |